# Лан Веніамін Ілліч
Веніамін Ілліч Лан ( Веніамін Ізраїлевіч Каплан ; 1902, Зельва, Гродненська губернія - 1990, Москва ) - радянський учений-американіст . Доктор історичних наук, професор. Один із провідних істориків-американістів радянського періоду. Закінчив Московський державний університет. З 1956 року працював в Інституті світової економіки та міжнародних відносин АН СРСР .
У 1952 році був звільнений з інституту та став завідувачем кафедри політекономії Фрунзенського медичного інституту. У 1953 році заарештований, звинувачений у шпигунстві на користь Америки і засуджений на 8 років ВТТ. Звільнений у 1954 році, після реабілітації повернувся до Інституту світової економіки та міжнародних відносин.

## Родина
- Сестра, Рахіль Ізраїлівна Каплан, була одружена з заступником Народного Комісара Землеробства СРСР Ароном Ізраїльовичем Гайстером [1] .
- Дружина - Сарра Йосипівна Каплан;
- Донька - Ніна Веніамінівна Каплан;
- Племінник (син сестри) - Олександр Наумович Мітта, режисер [2] [3] .